# Паке
Паке (англ. Pacquet) — містечко в Канаді, у провінції Ньюфаундленд і Лабрадор.

## Населення
За даними перепису 2016 року, містечко нараховувало 164 особи, показавши скорочення на 10,9%, порівняно з 2011-м роком. Середня густина населення становила 11,3 осіб/км².
З офіційних мов обидвома одночасно володіли 5 жителів, тільки англійською — 160.
Працездатне населення становило 50% усього населення, рівень безробіття — 40% (37,5% серед чоловіків та 33,3% серед жінок). 93,3% осіб були найманими працівниками, а 13,3% — самозайнятими.

## Клімат
Середня річна температура становить 3,2°C, середня максимальна – 18,8°C, а середня мінімальна – -14°C. Середня річна кількість опадів – 1 084 мм.
| Клімат поселення                              | Клімат поселення | Клімат поселення | Клімат поселення | Клімат поселення | Клімат поселення | Клімат поселення | Клімат поселення | Клімат поселення | Клімат поселення | Клімат поселення | Клімат поселення | Клімат поселення | Клімат поселення |
| Показник                                      | Січ.             | Лют.             | Бер.             | Квіт.            | Трав.            | Черв.            | Лип.             | Серп.            | Вер.             | Жовт.            | Лист.            | Груд.            |                  |
| Середній максимум, °C                         | −3,28            | −3,8             | 0,45             | 5,79             | 10,83            | 16,37            | 18,80            | 18,49            | 14,35            | 8,99             | 4,08             | −1,51            |                  |
| Середня температура, °C                       | −8,4             | −8,9             | −4,68            | 0,68             | 5,72             | 11,22            | 15,49            | 15,15            | 11,04            | 5,65             | 0,75             | −4,82            |                  |
| Середній мінімум, °C                          | −13,54           | −14,03           | −9,8             | −4,45            | 0,58             | 6,13             | 12,15            | 11,84            | 7,73             | 2,34             | −2,55            | −8,15            |                  |
| Норма опадів, мм                              | 93               | 84               | 75               | 71               | 82               | 99               | 83               | 106              | 91               | 108              | 96               | 96               |                  |
| Середньомісячна швидкість вітру, м/с          | 6.70             | 6.31             | 6.18             | 5.65             | 5.16             | 4.90             | 4.60             | 4.73             | 5.30             | 5.77             | 6.36             | 6.78             |                  |
| Середньомісячна сонячна радіація, кДж/м²·день | 3651             | 6669             | 10791            | 14408            | 17380            | 18884            | 18579            | 15551            | 11366            | 6670             | 3745             | 2717             |                  |
| --------------------------------------------- | ---------------- | ---------------- | ---------------- | ---------------- | ---------------- | ---------------- | ---------------- | ---------------- | ---------------- | ---------------- | ---------------- | ---------------- | ---------------- |
| Джерело:                                      |                  |                  |                  |                  |                  |                  |                  |                  |                  |                  |                  |                  |                  |